# 雪見野ユキオ
雪見野 ユキオ（ゆきみの ユキオ、 - ）は、日本の漫画家。神奈川県鎌倉市出身。主に成人向けのストーリー漫画を執筆している。

## 概要
1995年、東京三世社の成人向け雑誌であった『コットンコミック』5月号にて『放課後のぴゅっ！』でデビュー。以降同社の成人向け雑誌を中心に作品を発表している。コラムなども執筆していた。『コットンコミック』では1996年後半から2000年前半までてぃるよし、走為上らと共に3ヶ月に1回のペースで表紙イラストを担当していた。
他に小説の挿絵を担当した作品もある。またいくつかの作品は台湾、アメリカでも出版されている。

## 単行本作品リスト

### 成人指定単行本
東京三世社から発行されています。
- 街角フェロモン（1996年6月）ISBN 9784885709852 新装版 ISBN 978-4812605912 ※1
- 黒髪にいたずら（1997年8月）ISBN 9784812601020
- 股間にエクボ（1998年2月）ISBN 9784812601419 ※1
- 色白お嬢さん（1999年9月）ISBN 9784812604823 ※1、※2
- 爆乳道（2000年5月）ISBN 9784812605431 ※1
- セナカニシセン（2001年12月）ISBN 978-4812606827

### 非成人指定単行本
東京三世社のグループ会社であるフロム出版から発行されています。
- となりのあの子（2002年8月）ISBN 9784894471153
- キミのきまぐれ（2003年3月）ISBN 9784894471399
- キニナルキモチ（2003年7月）ISBN 9784894471450
- 恋色着信（2004年5月）ISBN 9784894471573
- 恋愛診断（2004年10月）ISBN 9784894471627
- ほおづえ天使（2006年6月）ISBN 9784894471832
- 恥じらいキッス（2007年11月）ISBN 9784894472570

```
※1 アメリカにて出版。
※2 台湾にて出版。
```

## イラスト担当作品
- 邪神伝説-美少女戦士茜（原作：石動彰（蒼竜社））カバー絵と作中イラスト担当
- 美少女戦士と白い狼（原作：深町薫（蒼竜社））カバー絵と作中イラスト担当

## アニメ関連
キニナルキモチというタイトルで全４話製作された。Vol.4のみスタッフが異なり絵柄や描写も他の３話と異なるものとなっている。（後述のスタッフなどはVol.1～Vol.3まで該当。）
アニメ
- キニナルキモチ Vol.1 妄想エレベーター
- キニナルキモチ Vol.2 箱詰め奥さん
- キニナルキモチ Vol.3 痴漢ブラ
- キニナルキモチ Vol.4 夕暮れ給湯室

スタッフ
- 原作 - 株式会社フロム出版 ベルコミックス刊 雪見野ユキオ「キニナルキモチ」
- 監督 - 矢部良勝
- コンテ - 樽一平、亜沖
- 演出 - 今川蒼二
- 作画監督 - タオ・ミン
- パッケージ - 拷問侍
- 色彩設計 - 宮元俊行
- 美術・背景 - 横瀬直人
- 音響・効果・音響制作 - lip on hip
- 撮影・編集 - デジタルギア
- 制作：schoolzone

キャスト
- 沢田梨花子 - 一宮 桜
- 男・客B - 安藤正輝
- 支配人 - 吉川作創
- 客・客C - ミノベサトル
- 奥さん - 一宮 桜／男：吉川作創
- 葉子 - かわの亜衣
- 鏡子 - 福元コヒロ
- A子 - 細田なな
- 男A - 五反田正人
- 男B - 神森伸臣
- 男C - 出辞目権蔵
- 男 - 真島隆司
- その他 - 中瀬ひな、忍、高橋一休、所塚青斧、内匠屋